# Azannes-et-Soumazannes
Azannes-et-Soumazannes is een gemeente in het Franse departement Meuse (regio Grand Est) en telt 177 inwoners (2004).
De gemeente maakt deel uit van het kanton Montmédy in het arrondissement Verdun.

## Geschiedenis
De gemeente werd in 1809 gevormd door de samenvoeging van de toenmalige gemeenten Azannes en Soumazannes. In 1916 werd Soumazannes tijdens de Slag om Verdun geheel verwoest en na de Eerste Wereldoorlog niet meer opgebouwd.
Tot 1 januari 2015 was de gemeente deel van het kanton Damvillers, dat op die dag werd opgeheven.

## Geografie
De oppervlakte van Azannes-et-Soumazannes bedraagt 18,3 km², de bevolkingsdichtheid is 9,7 inwoners per km².
Het deze gemeente ontspringen de Azanne en de Thinte, zijriviertjes van de Loison.
De onderstaande kaart toont de ligging van Azannes-et-Soumazannes met de belangrijkste infrastructuur en aangrenzende gemeenten.

## Demografie
Onderstaande figuur toont het verloop van het inwonertal (bron: INSEE-tellingen).